# Гайндсборо (Іллінойс)
Гайндсборо (англ. Hindsboro) — селище (англ. village) в США, в окрузі Дуглас штату Іллінойс. Населення — 275 осіб (2020).

## Географія
Гайндсборо розташоване за координатами 39°41′6″ пн. ш. 88°8′5″ зх. д. / 39.68500° пн. ш. 88.13472° зх. д. (39.684987, -88.134857).  За даними Бюро перепису населення США в 2010 році селище мало площу 0,79 км², уся площа — суходіл.

## Демографія
Згідно з переписом 2010 року, у селищі мешкало 313 осіб у 128 домогосподарствах у складі 84 родин. Густота населення становила 394 особи/км².  Було 152 помешкання (192/км²).
Расовий склад населення:
| - 96,5 % — білих - 0,6 % — чорних або афроамериканців - 0,3 % — корінних американців |

До двох чи більше рас належало 2,6 %. Частка іспаномовних становила 1,6 % від усіх жителів.
За віковим діапазоном населення розподілялося таким чином: 23,3 % — особи молодші 18 років, 60,7 % — особи у віці 18—64 років, 16,0 % — особи у віці 65 років та старші. Медіана віку мешканця становила 39,5 року. На 100 осіб жіночої статі у селищі припадало 90,9 чоловіків;  на 100 жінок у віці від 18 років та старших — 80,5 чоловіків також старших 18 років.
Середній дохід на одне домашнє господарство  становив 53 946 доларів США (медіана — 52 000), а середній дохід на одну сім'ю — 62 493 долари (медіана — 65 000). Медіана доходів становила 40 625 доларів для чоловіків та 29 231 долар для жінок. За межею бідності перебувало 13,1 % осіб, у тому числі 16,4 % дітей у віці до 18 років та 10,9 % осіб у віці 65 років та старших.
Цивільне працевлаштоване населення становило 180 осіб. Основні галузі зайнятості: виробництво — 29,4 %, освіта, охорона здоров'я та соціальна допомога — 26,7 %, роздрібна торгівля — 7,2 %, мистецтво, розваги та відпочинок — 6,7 %.